# Richard Thompson
Pour les articles homonymes, voir Thompson et Richard Thompson (homonymie).
Richard Thompson, né le 3 avril 1949 à Notting Hill, est un auteur-compositeur-interprète et guitariste de folk et de folk rock, de nationalité britannique.
Richard Thompson occupe la 19e place du classement des « 100 plus grands guitaristes de tous les temps» du magazine Rolling Stone, mais sa carrière d'auteur-compositeur, surtout, en fait l'un des musiciens dont l'influence fut la plus profonde et la plus durable, sur de nombreux courants musicaux contemporains. David Byrne, Elvis Costello, Michael Doucet, Los Lobos, Del McCoury, Robert Plant, Bonnie Raitt, les Pointer Sisters, REM, Jo-El Sonnier figurent parmi les artistes qui ont rencontré le succès en interprétant les chansons qu'il a écrites et composées.
La carrière de Richard Thompson débuta, à la fin des années 1960, avec le groupe Fairport Convention dont il est l'un des membres fondateurs. Elle se poursuivit au cours des années 1970 en duo avec Linda Peters, et se poursuivit en solo après leur divorce et la séparation de leurs activités professionnelles.
Richard Thompson a publié plus de quarante albums et contribué à la bande originale de nombreux films dont le documentaire Grizzly Man de Werner Herzog.

## Biographie

### Débuts
Les disques de Fats Waller, de Duke Ellington, de Louis Armstrong, et de Django Reinhardt faisaient partie de la discothèque de son père, et furent ses premières influences. Les disques de Buddy Holly et Jerry Lee Lewis, que sa sœur ainée lui prêta, orientèrent définitivement ses goûts musicaux.
Après un début à la guitare au sein d'un groupe d'étudiants nommé Emil and the detectives, il devint, en 1967, l'un des membres fondateurs de Fairport Convention, groupe pionnier du style folk rock. Le producteur américain Joe Boyd découvre Fairport Convention sur scène à Soho et dresse un contrat qui permet d'enregistrer leur premier album : Fairport Convention. On surnomma, à l'époque, le groupe le Jefferson Airplane anglais.
Leur style évolua dès le second album avec l'arrivée de la chanteuse Sandy Denny qui remplaçait Judy Dyble, partie pour une carrière de soliste. Richard Thompson enregistre cinq albums avec Fairport Convention, dans lesquels il s'affirma comme un compositeur de talent et un guitariste d'exception.
Il décide de quitter le groupe en 1971, et publie Henry the human fly, premier album solo qui rencontre peu d'échos à l'époque mais que beaucoup considèrent désormais comme un classique. L'année suivante, il épouse la chanteuse folk Linda Peters, avec qui il va enregistrer plusieurs albums.

### Les années 1970 et 1980
De 1973 à 1979, le couple produisit 6 albums dont I want to see the Bright Lights to Night. En 1981, marque la sortie d'un nouvel album solo instrumental Strict Tempo. 1982, est l'année d'un nouveau disque du couple Shoot out the Lights. Un succès critique et commercial qui entrera dans le Top Ten Records de la décennie de Rolling Stone Magazine. Malgré la réussite du duo ce sera leur dernier album. Le couple divorça la même année. Dans l'année 1983, il est retour au studio pour la réalisation de l'album Hand of Kindness avec une section de cuivres. En 1985 : Richard, marié avec Nancy Covey (organisatrice de spectacle), publie  Across a Crowded Room. En 1986, Richard entreprit une longue association avec le producteur Mitchell Froom, il rompit avec Joey Boyd et ses anciens amis de la « Fairport Line ». Son nouvel album Daring Adventures dans lequel la section rythmique, Jim Keltner à la batterie et Jerry Scheff à la basse, marqua un changement définitif avec le support Pegg/Mattack.
À la fin des années 80, Richard, en collaboration avec Peter Filleul, écrivit et enregistra pour le cinéma et la télévision. Il enregistra également 2 albums avec John French, Fred Frith et Henry Kaiser Live & Love Larf Loaf et Invisible Means.

### Années 1990
Dans les années 90, il eut tant d'activités qu'il est impossible d'en tenir la liste exacte. On notera, en particulier, la réalisation, en collaboration, avec Peter Filleul de la bande sonore du film Sweet Talker en 1990.
En 1991, il publia Rumor and Sight, le plus vendu de ses albums. Vers cette époque Richard participa au Concert Great Guitar à Séville en Espagne à l'invitation de Bob Dylan.
1993 Parution d'un triple album Watching the Dark, compilation des œuvres de Richard dont beaucoup de "lives" et d'enregistrements inédits.
En 1994 sort un nouvel album, Mirror Blue. À noter sur ce CD l'apparition du contrebassiste Danny Thompson (aucun lien de parenté), ami de Richard de longue date et qui jouait avec le groupe de folk rock Pentangle dans les années 60. Danny Thompson accompagnera Richard dans de nombreux concerts toute la décennie 90 et la suivante.
1996 Sortie du superbe double albumYou?Me?Us? Un CD électrique et un CD acoustique. À noter sur ce CD l'apparition du fils de Richard, Teddy Thompson, au chant, qui poursuit, depuis, une carrière solo en tant qu'auteur-compositeur-interprète.
1997 Richard et Danny Thompson publièrent Industry, un album sur la révolution Industrielle en Angleterre.
Pour terminer la décennie, Mock Tudor sur les banlieues de Londres.

### Années 2000
Dans les premières années de la nouvelle décennie, sortie de deux Best Of, l'un avec Linda Thompson (The Island Record Years) et (Action Packed), le meilleur des années Capitol.
En 2002 eut lieu le lancement de son site internet officiel Beesweb, et en 2003, The Old Kit Bag fut publié.
En 2004, un documentaire sur Richard Thompson a été diffusé par la BBC Solitary Life : Richard chez lui à Londres et à Los Angeles. En 2004 également, Richard composa la musique du film Grizzly Man de Werner Herzog. Le film présenté au Sundance Film Festival en 2005 remportera le prix prestigieux Alfred P Sloan. La même année parut Front parlour Ballads, CD enregistré en studio. Début 2006, il effectue une tournée au Royaume-Uni en duo acoustique, avec son compère Danny Thompson.
Sortie en 2006 du CD/DVD live 1000 Years of Popular Music. L'idée était née à la suite de la demande faite à Richard Thompson d'une liste des dix meilleures chansons du Millénaire. Si sa liste n'a pas été retenue, mais Richard a néanmoins décidé de la réaliser en concert.
Fin 2006 : sortie d'un nouveau CD Sweet Warrior
En juin 2007 : Tournée du Richard Thompson Band pour promouvoir son dernier CD.
Passage en août de la même année au festival de Cropredy (le quarantième anniversaire de Fairport Convention). Le clou du spectacle fut la réunion du groupe formule Liege and Lief sans Sandy Denny décédée en 1978. 
Début 2010, Thompson monte un nouveau groupe et réalise quelques concerts avec de nouveaux titres. L’objectif  était d’enregistrer live ces titres pour un album. Ce groupe était composé de Pete Zorn (guitare acoustique, flute, saxophone, mandoline, voix), Michael Jerome (batterie,voix), Taras Prodaniuk (basse, voix) et Joel Zifkin (en) (violon électrique, mandoline, voix). L’album ainsi réalisé, Dream Attic, sortit en Aout 2010 et fut nommé pour le "Grammy Award for Best Contemporary Folk Album".

## Discographie

### Albums studio

#### AvecFairport Convention
- 1968 : Fairport Convention
- 1969 : What We Did on Our Holidays
- 1969 : Unhalfbricking
- 1969 : Liege & Lief
- 1970 : Full House

#### Avec Linda Thompson
- 1974 : I Want to See the Bright Lights Tonight
- 1975 : Hokey Pokey
- 1976 : Pour Down Like Silver
- 1978 : First Light
- 1979 : Sunnyvista
- 1982 : Shoot Out the Lights
- Avec Danny Thompson
- 1997  : Industry

#### En solo
- 1972 : Henry the Human Fly
- 1976 : (Guitar Vocal)
- 1981 : Strict Tempo
- 1983 : Hand of Kindness
- 1984 : Small Town Romance
- 1985 : Across a Crowded Room
- 1986 : Daring Adventures
- 1987 : Heyday (BBC Radio Sessions 1968-1969)
- 1988 : Amnésia
- 1991 : Sweet Talker
- 1991 : Rumour and Sigh
- 1994 : Mirror Blue
- 1996 : You? Me? Us?
- 1997 : Industry
- 1999 : Mock Tudor
- 2003 : The Old Kit Bag
- 2003 : More Guitare (1998)
- 2003 : 1000 Years of Popular Music
- 2004 : The Chrono Show
- 2005 : Front Parlour Ballads
- 2006 : RT-The Life & Music of Richard Thompson
- 2007 : Sweet Warrior
- 2010 : Dream Attic
- 2012 : Cabaret of Souls
- 2013 : Electric
- 2015 : Still
- 2018 : 13 Rivers
- 2024 : Ship to Shore

#### AvecJohn French,Fred FrithetHenry Kaiser
- 1987 : Live, Love, Larf & Loaf
- 1990 : Invisible Means

### Albums en public
- 1976 : Live! (more or less)
- 1986 : House Full (Live at Los Angeles 1970)
- 1995 : Live at Crowley (1993)
- 1996 : Two Letter Words (1994)
- 1998 : Celtschmerz (Live in U.K. 1998)
- 2002 : Semi-Detached Mock Tudor (1999)
- 2003 : Ducknapped
- 2004 : Faithless (1985)
- 2005 : Live from Austin (CD&DVD)
- 2006 : 1000 Years of Popular Music (2003, CD&DVD)
- 2007 : Fairport Convention & Matthews Southern Confort (1970)
- 2007 : Richard et Linda Thompson in concert, November 1975

### Bande originale
- 2005 : Grizzly Man, de Werner Herzog

### Compilations
- 1993 : Whatching the Dark (3 CD)
- 2000 : The Best Of (The Island Records Years)
- 2001 : Action Packed

### Vidéographie
- 2004 : Live in Providence (2003)
- 2007 : Livefromaustintx. Richard Thompson
- 2011 : Coffret Richard Thompson featuring Linda Thompson. Live at the BBC

## Prix et distinctions
Le 6 février 2006, Richard Thompson a reçu, des mains de Mark Knopfler, et en présence de ses amis de Fairport Convention, un « Prix pour l'ensemble de sa carrière (Lifetime Achievement Award) » qui lui avait été décerné dans le cadre des « Victoires du Folk (BBC Radio 2 Folk Awards) » organisées par la chaine de radio de la BBC, Radio 2.
Le 31 décembre 2010, il est nommé, par la reine Élisabeth II, Officier de l'Ordre de l'Empire britannique, pour services rendus à la musique.
En 2011, son single "Dad's gonna kill me" est utilisé pour la serie "Sons of Anarchy" de Kurt Sutter
En 2011 en musique, son album « Dream Attic » est retenu dans la liste des finalistes, dans la catégorie « Meilleur Album de Folk Contemporain » aux Grammy Awards